# Campo Baseball Plebiscito
Il campo baseball Plebiscito è il principale impianto per il baseball della città di Padova. È sito nelle vicinanze dello stadio Plebiscito e del centro sportivo Plebiscito.
Ospita le partite interne del Padova Baseball, militante nell'Italian Baseball League, e del Padova Softball.